# Zbiornik Bracki
Zbiornik Bracki – zbiornik zaporowy na rzece Angara utworzony w latach 60. XX w. przez spiętrzenie wód rzecznych zaporą w pobliżu Bracka. Zbiornik ma powierzchnię 5470 km², pojemność maksymalną ok. 170 km³, długość 600 km, szerokość maksymalną 25 km i linię brzegową o długości ok. 6 tys. km. Głębokość maksymalna zbiornika wynosi 150 metrów. Wahania stanów wody sięgają 10 metrów.